# Úrvalsdeild 1920
Úrvalsdeild 1920 byl 9. ročník nejvyšší islandské fotbalové ligy. Poprvé zvítězil Víkingur Reykjavík.

## Tabulka
| Poř. | Tým                | Z | V | R | P | VG | OG | B |
| ---- | ------------------ | - | - | - | - | -- | -- | - |
| 1.   | Víkingur Reykjavík | 2 | 2 | 0 | 0 | 9  | 5  | 4 |
| 2.   | KR Reykjavík       | 2 | 1 | 0 | 1 | 5  | 5  | 2 |
| 3.   | Fram Reykjavík     | 2 | 0 | 0 | 2 | 3  | 7  | 0 |